# Akita Inu
Akita Inu este o rasă de câini originară din insula Honshu. Numele este împrumutat de la cel al prefecturii Akita, situată în partea de nord-vest, unde s-a stabilit că au apărut primele exemplare, prin secolul al XVII-lea, create în scopul participării la vânătoarea de urși, mistreți și alte animale mari.

## Istorie
Un film frumos cu un akita inu drăgălaș se numeste Hachiko.
Conform tradiției încă menținută în Japonia, Akita Inu descind din legendarii câini de rasa Matagi. Analizele ADN îi plasează printre cele 14 cele mai vechi rase de câini domesticiți, deținători ai „genei ancestrale” a lupilor străvechi. De-a lungul timpului rasa a avut mai multe întrebuințări în țara natală, fiind, pe lângă asistent la vânătorile de cerbi și urși, câine de pază al reședințelor nobiliare, câine de luptă, animal de tracțiune pentru sanie și în serviciul forțelor de ordine/armatei. Akita Inu se bucură de o imensă popularitate în Japonia, unde sunt considerați simbol național. Rasa este inclusă în lista celor șapte monumente ale naturii. Japonezii îi consideră cei mai loiali companioni și protectori ai casei. Akita Inu simbolizează prosperitatea și sănătatea. Există chiar și acum tradiția ca, la nașterea unui copil, părinții să primească în dar mici statuete reprezentând un Akita Inu, în semn de sănătate, fericire și viață îndelungată. De asemenea, cei aflați pe patul de suferință primesc același dar de la prieteni și cunoscuți. Rasa a fost adusă în Statele Unite în anul 1937 de către Helen Keller, dar cele mai multe exemplare au pătruns în SUA după Cel De-al Doilea Razboi Mondial, când numeroși soldați americani cantonați în Japonia s-au întors acasă ducând acești câini cu ei.

## Descriere fizică
Este cea mai mare dintre rasele japoneze de tip Spitz. Este un câine puternic, cu o statura solidă, bine proporționat și semeț. Musculatura este bine reliefată, capul este lat și masiv, cu o scobitură în mijlocul frunții și cu botul scurt, cu maxilare puternice, pătrate. Silueta corporală este mai mult înaltă decât lungă, pieptul este lat și adânc și spatele solid. Urechile, mici și verticale, rotunjite la vârf, sunt purtate către față, în linie cu gâtul. Ochii sunt triunghiulari, destul de mici și de culoare închisă. Coada este purtată pe sus și atârnată de-a lungul spatelui, sau în lateral, în buclă. Akita Inu are labele membranate, cu ajutorul cărora înoată foarte bine. Blana este dublă, cu stratul superior aspru, impermeabil, iar cel inferior moale, gros și dens.

## Personalitate
Akita Inu nu sunt potriviți pentru pază. Sunt foarte prietenoși cu copii mici . Nu obișnuiesc să latre prea des, unul din numele date în insula Honshu era „vânătorul tăcut”. Se angrenează în jocuri alături de membrii familiei dar poate deveni plictisit și stricător atunci când este lăsat singur pentru perioade lungi de timp.

## Întreținere

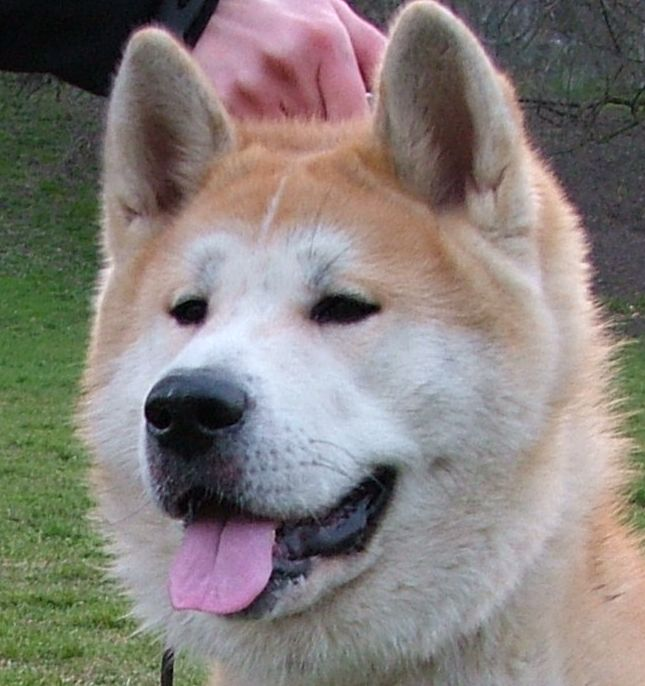
Akita Inu.

### Îngrijire și sensibilitate la boli
Deseori acest câine obișnuiește să își facă singur toaleta, precum pisicile. Cea mai întâlnită cauză a mortalității la acești câini este cancerul. În timpul vieții această rasă este predispusă la boli precum displazia de șold, probleme cu ochii, lupus sau hipotiroidism. Fiind un câine de talie medie-mare, cu piept adânc, este supus riscului dilatației și torsiunii gastrice.

### Condiții de viață
Este un câine rezistent la intemperii, se simte bine în aer liber. Preferă să trăiască într-o curte mare, bine împrejmuită, are nevoie de mișcare, exerciții, plimbări, alergări, înot.

### Dresaj
Are o personalitate distinctă, puternică, de lider. Necesită dresaj ferm și insistent, cu accent pe supunere și respectarea comenzilor. Este inteligent și va ceda în fața autorității, cooperând bine la exerciții și comenzi. Dresajul trebuie condus de o persoană cu experiență, sigură și decisă, iar exercițiile trebuie să fie variate, pentru a nu se plictisi. Ferocitatea reprezintă o caracteristică ce nu poate fi eliminată din felul de a fi al acestui câine, dar prin dresaj poate fi ținută sub control.

## Utilitate
Este un câine foarte prietenos , un prieten de încredere al familiei și un animăluț ce ridică dispoziția

## Caracteristici
- Origine: Japonia.
- Înălțime: 61-71 cm.
- Greutate: 34-50 kg.
- Durata de viață: 10-12 ani.[4]